# Pont Kerki-Kerkiçi
Le pont Kerki-Kerkiçi, anciennement pont Atamyrat-Kerkiçi, est un pont long de 1 414 mètres, qui enjambe le fleuve Amou-Daria, et relie la ville de Kerki et le village de Kerkiçi, tous deux situés dans la province de Lebap, à l'Est du Turkménistan.
Il comporte un pont de chemin de fer en acier et depuis peu[Quand ?] un pont routier a été ajouté.

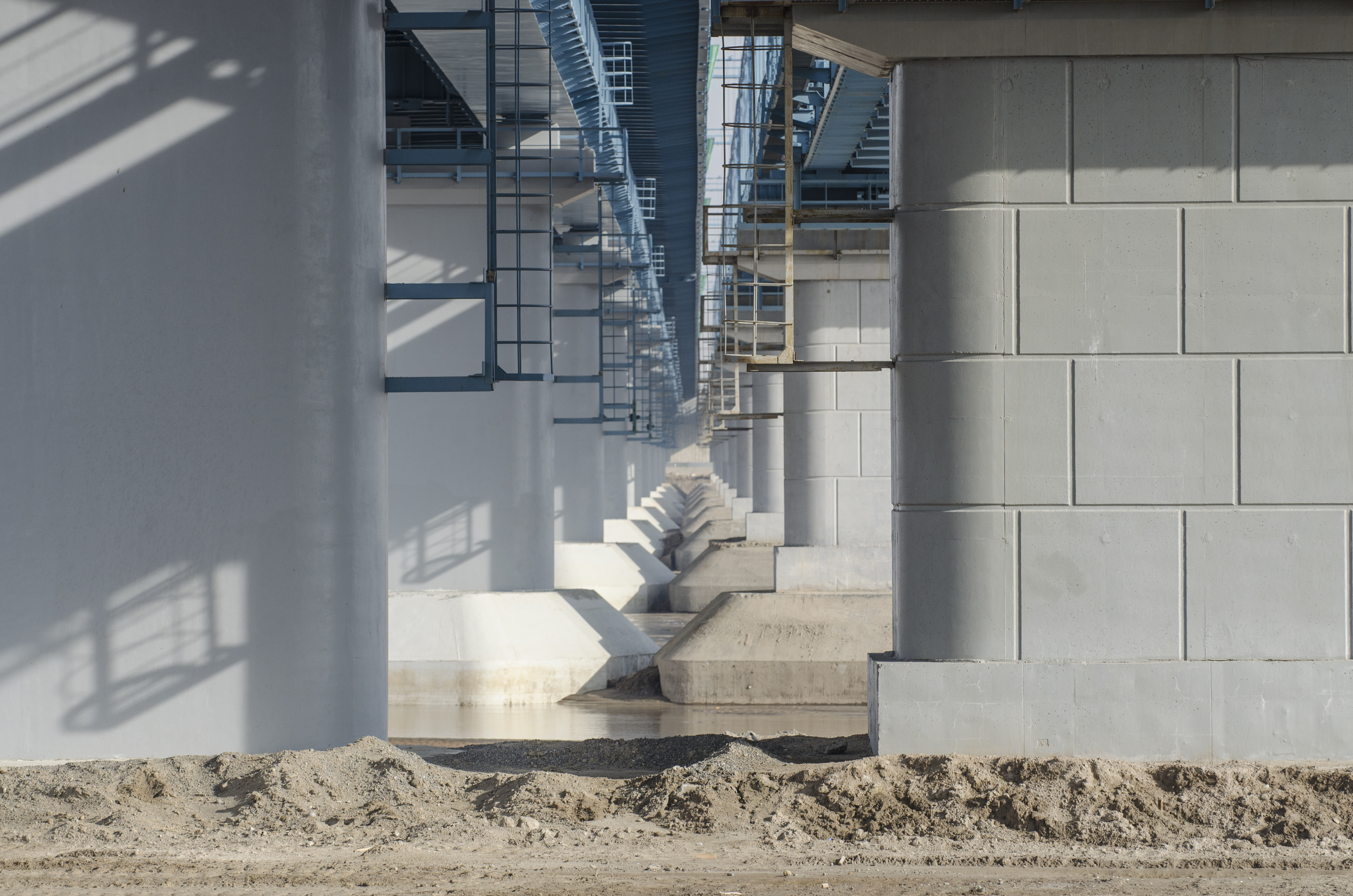
vue des piliers du pont, à gauche la nouvelle route, à droite le chemin de fer.